# Ulf Stenlund
Ulf Stenlund, född 21 januari 1967 i Falun, uppvuxen i Hedemora, är en svensk högerhänt före detta professionell tennisspelare. Stenlund har som bäst varit rankad 23:a i världen i singel (1987). och vann en singel- och en dubbeltitel under sin tenniskarriär. Han vann sin singeltitel 1986 i Palermo, Italien, (Campionati Internazionali di Sicilia) efter att ha finalbesegrat Pablo Arraya med 6-2, 6-3. I Bari året efter tog Stenlund hem sin enda dubbeltitel tillsammans med landsmannen Christer Allgårdh. Paret besegrade i finalen det argentinska paret Roberto Azar och Marcelo Ingaramo med setsiffrorna 6-3, 6-3. Stenlund spelade totalt in 274 501 US$ i prispengar under karriären. Ulf har mångårig erfarenhet både som klubbtränare och privattränare.  Håller fortfarande mycket hög klass som spelare, han tillhör de främsta i landet i sin åldersklass.
I november 2010 vann Stenlund och lagkamraten Staffan Harvig TV4 Open. På vägen till finalen, där lag Jonas Berg/Johan Fredholm besegrades med 2-0 i matcher, slog Stenlund storheter som Jonas Björkman och Mattias Tjernström.
Stenlund är nu verksam som tränare i Stockholms Tennisklubb där bl.a. Björn Borg spelar.